# Témoins en sursis
Pour plus de détails, voir Fiche technique et Distribution.
Témoins en sursis (Hidden Agenda) est un film canadien d'action réalisé par Marc S. Grenier, sorti en 2001 avec Dolph Lundgren.

## Synopsis
Ancien membre du FBI, Jason Price est un détective privé, spécialiste des changements d'identité : il joue les effaceurs pour les témoins capitaux. Toute sa vie est bouleversée lorsque son meilleur ami, l'agent du FBI Sonny Mathis, sollicite son aide. Un malfaiteur d'envergure internationale a, en effet, volé les codes d'un satellite, qui commande des engins militaires nucléaires.

## Fiche technique
Source : IMDb, sauf mention contraire
- Titre original : Hidden Agenda
- Titre français : Témoins en sursis
- Titre québécois : Double agenda
- Réalisation : Marc S. Grenier
- Scénario : Les Weldon
- Producteurs : Shimon Dotan, Dolph Lundgren
- Photographie : Sylvain Brault
- Montage : Yvann Thibaudeau
- Décors des plateaux : Manon Thomas
- Création des costumes : Brigitte Desroches
- Pays de production : Canada
- Genre : Action
- Format : Couleur - 1,85:1 - 35 mm - Son Dolby Digital
- Sociétés de production : Cinequest Films, Dream Rock, EGM Productions et Locomotion Films
- Durée : 94 minutes
- Date de sortie : États-Unis : 2001

## Distribution
- Dolph Lundgren : Jason Price
- Maxim Roy : Renee Brooks
- Brigitte Paquette : Connie Glenn
- Lynne Adams : le procureur
- John Sanford Moore : Renee's Lawyer
- Serge Houde : Paul Elkert
- Brian D. Wright : Motel Manager
- Harry Standjofski : Kevin
- Ted Whittall : Sonny Mathis